# Alexander Graham Bell
Alexander Graham Bell (Edinburgh, Škotska, 3. ožujka 1847. – Beinn Bhreagh, Kanada, 2. kolovoza 1922.), američki fiziolog i izumitelj škotskog podrijetla. Bavio se istraživanjem mehanike govora pa je 1872. osnovao u Bostonu (SAD) školu učiteljâ za gluhonijeme. Od 1873. predavao na Sveučilištu u Bostonu vokalnu fiziologiju. Izumio 1875. prvi široko upotrebljivi električni telefon, koji je s pomoću elektromagnetske indukcije prenosio govor, a koristi se od 1877. do danas. Godine 1880., s Charlesom Sumnerom Tainterom, konstruirao fotofon, aparat koji djeluje na načelu pretvaranja promjena jakosti (intenziteta) svjetlosti u zvuk, preko promjena električnog otpora selenske ćelije. Na tom načelu zasniva se reprodukcija zvuka u zvučnom filmu. Kraljevsko društvo iz Londona dodijelilo mu je Albertovu medalju 1902., a Sveučilište u Würzburgu, Bavarska, počasni doktorat.

## Bellov telefon
Telefon koji je izumio 1876. A. G. Bell imao je istu napravu za govor i slušanje. Bellov telefon, koji se do danas održao u izmijenjenomu obliku kao telefonska slušalica, sastoji se od trajnog (permanentnog) potkovastog magneta s polnim nastavcima P. Oko polnih nastavaka namotana je električna zavojnica s mnogo zavoja tanke žice, čiji krajevi završavaju na priključnice TT, odakle vode na slušalicu u drugoj postaji. Kad inducirana električna struja jednog trenutka poteče izvjesnim smjerom, zbrajaju se oba magnetizma, trajni od magneta i inducirani u zavojnici. U drugom smjeru magnetizam zavojnice slabi magnetizam trajnoga magneta. Time je djelovanje mnogo osjetljivije. Ispred polnih nastavaka nalazi se tanka membrana D od mekog željeza (feromagnet). 
Isti takav aparat nalazi se na drugoj postaji. Kad se ispred membrane govori, membrana titra, pa se time mijenja jakost magnetskog polja, to jest kroz membranu prolazi čas više čas manje magnetskih silnica. U zavojnici se zbog toga induciraju promjenjive izmjenične struje. Nastaju, dakle, titranja električne struje koja teče u zavojnici, i to na isti način kao što je titranje samog govora. Ovo se prenosi na daljinu i djeluje preko elektromagneta na membranu prijamnog aparata. U slušalici se titranja električne struje pretvaraju natrag u mehanička titranja membrane koja točno odgovaraju titrajima membrane davača. 
Bellovim telefonskim aparatom moglo se razgovarati samo na udaljenosti od nekoliko stotina metara. Kod toga je bilo nespretno to što se isti aparat morao čas stavljati pred usta da se u nj govori, a čas na uho da se njime sluša. Danas se Bellov telefon upotrebljava samo kao telefonska slušalica. Moderni telefonski aparat nema više istu napravu za govor i slušanje, već se radi iz dva dijela. Za slušanje služi telefonska slušalica, a za govor mikrofon. Mikrofon služi za pretvaranje električnih titraja u zvučne.